# Магда Василь Іванович
Магда Василь Іванович (4 травня 1949 року, Шишаки) — український краєзнавець, член Полтавської спілки літераторів.

## Життєпис
Народився 4 травня 1949 року.
Після закінчення школи рік працював слюсарем Шишацького райоб'єднання «Сільсгосптехніка».[джерело?]
Із 1967 року по 1972 рік навчався в Полтавському педагогічному інституті імені В. Г. Короленка на природничому факультеті. Після закінчення навчання був направлений в Білинську середню школу Ковельського району (Волинь) учителем хімії та біології.[джерело?]
Проходив службу матросом Чорноморського флоту.[джерело?]
Із лютого 1974 року працював вихователем пришкільного інтернату Шишацької середньої школи. Потім була робота в комсомольських і партійних органах, під час якої керував гуртком юних колекціонерів при Шишацькій середній школі. Його вихованці були призерами обласних і республіканських філателістичних виставок. 16 з них нагороджувалися путівками у дитячі табори «Артек», «Молода гвардія».[джерело?]
Із серпня 1991 року працював заступником директора Яреськівської середньої школи.[джерело?]
Із лютого 1993 року до 2010 голова Шишацької селищної ради. У травні-листопад 2009 року входив до складу президії Ради сільських і селищних голів при Кабінеті Міністрів України.
Член Полтавської спілки літераторів. Автор і співавтор багатьох видань краєзнавчого змісту історії району, а саме: «Храми гоголівського краю», «Ми хліборобського роду», «Гоголеве: минувщина і сучасність», «Мила серцю федунська земля» та інші.
Зібрав і передав Шишацькій спеціалізованій школі ім. В. І. Вернадського, а згодом селищу, понад 50 картин художників, життя і творчість яких пов'язана із Шишаками.[джерело?]
Дружина – Магда Анна Миколаївна, педагог.[джерело?]

## Нагороди
У 2009 році отримав нагороду приватного російського фонду "Миротворець" Юрія Сафронова.
За книжку «У нас знімали кіно… Шишаччина кінематографічна» отримав 2-ге місце на конкурсі «Краща книга Полтавщини-2017».

### Книжки
- Козацька слава шишачан: художньо-історична повість / В. І. Магда. — Полтава: Полтавський літератор, 2009. — 88 с.

Краєзнавчі дослідження
- Шишаччина: історико-краєзнавчий довідник / [ред. кол.: В. І. Магда (гол.), В. С. Катаєв, В. М. Соловйова та ін.]. — Шишаки: РВЦ «Псьол», 1999. — 188 с., іл.
- З Хаток бачив увесь світ: історико-біографічний нарис / В. І. Магда, В. В. Хурса. — Шишаки: РВЦ «Псьол», 2003. — 110 с. — ISBN 966-961141-0-5
- Шишаки — перлина на Пслі: історико-краєзнавчий нарис-путівник / В. І. Магда. — Шишаки: ЗВЦ КП «Екотур», 2006. — 162 с., іл.
- Магда В. І. Гоголеве: минувшина і сучасність. Історико-краєзнавчі нариси. — Полтавський літератор, РВЦ «Екотур», 2009.
- В. І. Магда Храми Гоголівського краю. — Шишаки: Вид-во «Гадяч», 2013. — 356 с., іл. — ISBN 978-617-567-060-6
- Ми — хліборобського роду: З історії шишацького агроформування. Нариси, спогади, документи / В. І. Магда, В. С. Катаєв. — Гадяч: Вид-во «Гадяч», 2013. — 300 с., іл. — (Серія: «Бібліотечка історії сіл Полтавщини»).
- У нас знімали кіно… Шишаччина кінематографічна / В. І. Магда. — Полтава: АСМІ, 2016. — 315 с. : іл., фото. 100 прим — ISBN 978-966-182-421-7; 2-е вид., випр. і допов. –Полтава: АСМІ, 2018. –315 с.
- Магда В. І., Катаєв В. С. Мила серцю Федунська земля. Сторінки літопису Федунського краю / — Полтава: АСМІ, 2016. — 325 с. : фот. — (Бібліотечка історії сіл Полтавщини). — Бібліогр.: с. 324—325. — 100 прим. — ISBN 978-966-182-436-1
- Магда В. І. Музична Шишаччина: бандуристи, троїста, духові оркестри. — Полтава: ТОВ «АСМІ», 2019. — 301 с.
- Дзюба Олександр, Магда Василь «Яреськи — вчора, сьогодні» — Полтава: ТОВ «АСМІ», 2019.- 422с.

Також автор статей і фотографій у виданні:
- Звід пам'яток історії та культури України. Полтавська область. Шишацький район / Упорядк., наук. ред. В. О. Мокляка, підг. до друку, ред. археол. частини і передмова В. О. Мокляка та О. Б. Супруненка; автори. статей: В. А. Андрієць, С. І. Бочарова, Н. А. Вовк та ін. — Полтава: ТОВ «АСМІ», 2017. — 372 с., іл

### Статті
- Василь Магда. Кричевський як архітектор, етнограф та художник на Шишаччині // Полтавський краєзнавчий музей. Маловідомі сторінки історії, музеєзнавство, охорона пам'яток: зб. наук. ст. 2001—2003 рр. — Полтава, 2004. — С.345–348.